# Osieck (gmina)
Pour les articles homonymes, voir Osieck.
Osieck est une gmina rurale (gmina wiejska) de la powiat d'Otwock, dans la Voïvodie de Mazovie, dans le centre-est de la Pologne.
Son siège administratif (chef-lieu) est le village d'Osieck, qui se situe environ 20 kilomètres au sud-est d'Otwock (siège de la powiat) et 40 kilomètres au sud-est de Varsovie (capitale de la Pologne).
La gmina couvre une superficie de 67,5 km2 pour une population de 3 436 habitants en 2006.

## Histoire
De 1975 à 1998, la gmina est attachée administrativement à la voïvodie de Siedlce.

Depuis 1999, elle fait partie de la voïvodie de Mazovie.

## Géographie
La gmina inclut les villages et localités de :
- Augustówka
- Czarnowiec
- Górki
- Grabianka
- Kolonia Osieck
- Kolonia Pogorzel
- Lipiny
- Natolin
- Nowe Kościeliska
- Osieck
- Pogorzel
- Rudnik
- Sobieńki
- Stare Kościeliska
- Wójtowizna

### Gminy voisines
La gmina d'Osieck est voisine des gminy suivantes :
- Celestynów
- Garwolin
- Kołbiel
- Pilawa
- Sobienie-Jeziory

## Structure du terrain
D'après les données de 2002, la superficie de la commune d'Osieck est de 67,5 km2, répartis comme tel :
- terres agricoles : 57%
- forêts : 35%

La commune représente 10,97% de la superficie du powiat.

## Démographie
Données du 31 décembre 2012 :
| Description        | Total  | Total | Femmes | Femmes | Hommes | Hommes |
| ------------------ | ------ | ----- | ------ | ------ | ------ | ------ |
| Unité              | Nombre | %     | Nombre | %      | Nombre | %      |
| Population         | 3 534  | 100   | 1 805  | 51,1   | 1 729  | 48,9   |
| Densité (hab./km²) | 52,3   | 52,3  | 26,7   | 26,7   | 25,6   | 25,6   |